# Sherjan Mazdooryar
Sherjan Mazdooryar, of ...Mazduryar (19?) was een Afghaans politicus. Hij behoorde tot de Khalq (Volk)-factie binnen de communistische DVPA. Van april tot juli 1979 was Mazdooryar minister van Binnenlandse Zaken. Samen met Aslam Watanjer, Assadullah Sarwari en Sayyid Mohammed Gulabzoy was hij verwikkeld in een complot om premier Hafizullah Amin te doden. Toen dit complot in september 1979 uitlekte, vluchtten de vier samenzweerders naar de ambassade van de Sovjet-Unie in Kaboel. Later werden de vier in het geheim naar de USSR overgevlogen.
Na de dood van Amin en de Sovjet-inval keerde Mazdooryar naar Afghanistan terug en werd lid van het Centraal Comité van de DVPA en minister van Transport. Sinds de val van het regime van Mohammed Nadjiboellah in 1992 leeft hij in het buitenland.